# Olimpi (bisbe de Barcelona)
Olimpi fou un bisbe de Barcelona, d'existència dubtosa, que exerciria poc després de Sever de Barcelona, al voltant de l'any 316. És diferent de Lampi, que el fou a últims del segle, successor de sant Pacià.
Gennadi de Marsella (de Viriis Illustribus) diu d'ell que va ser espanyol i bisbe, i que va escriure un llibre contra aquells, qui naturam et non arbitrium in culpam vocant. sant Agustí en el llibre I contra Julià cap. 3, parla d'aquesta manera: Olimpius hispanus Episcopus vir magnae in ecclesia et in Christo gloriae, etc., que traduït diu així: «Olimpi bisbe espanyol baró de gran glòria a l'església i en Crist», i en un sermó eclesiàstic diu: «Si la fe s'hagués conservat sempre pura a la terra, i hagués romàs en les petjades fermes que la van anar assenyalades i desemparament, mai s'hagués propagat el vici en la generació per la mortal transgressió de la informació primera, de manera que nasqués el pecat amb l'home». Al cap. 8 de dit llibre parla sant Agustí d'aquesta manera: San Olimpius dicit, etc. donant a aquest bisbe el títol de sant i així amb raó el Pare Flórez diu que s'ha de venerar com qualsevol sant.
Com que no queda cap escrit d'Olimpi, no és fàcil esbrinar si el sermó de què parla sant Agustí seria alguna part del Llibre de la fe que en dona notícia Gennadi i Honori: bé que sembla del que diuen, aquests dos escriptors que són dues obres diferents, i que en el Llibre de la fe es rebat la doctrina dels maniqueus que atribueixen els pecats dels homes no al lliure albir, sinó a la naturalesa mateixa, i en el sermó eclesiàstic es tracta del pecat original, i de les seves fatals conseqüències.
Jeroni Pau natural de Barcelona i un dels més cèlebres antiquaris del seu temps, en l'obra titulada «Barcino» diu d'Olimpi. «Va il·lustrar també aquests temps el bisbe Olimpi, i amb el seu exemple el bisbe Paulí de Nola va ser ordenat prevere a Barcelona. D'ell es conserven, diu Paule, unes Cartes al poeta Liceci deixeble d'Aureli Agustí plenes de religió i urbanitat». Però així aquest autor, com Diago, Jeroni Pujades, i altres van confondre Olimpi que vaig viure a principi del segle iv, amb Lampi també bisbe de Barcelona que pertany al segle v, o des de l'any 392 en endavant, el qual va ordenar a Paulí de Nola.
Sabem per sant Optat (Llibre I) que després del concili romà en 313 davant el papa Melquíades I sobre la causa de Donat i de Cecilià, va enviar l'emperador Constantí el Gran a Cartago dos bisbes, per remoure d'aquella Església als dos competidors dits i ordenar un altre bisbe. Va ser això segons Louis-Sébastien Le Nain de Tillemont el 316, i els bisbes es deien Eunomi i Olimpi els quals van estar allà 40 dies, i van declarar que l'Església Catòlica era l'escampada per tot l'Orbe, i que no podia revocar la sentència del citat Concili romà que va ser a favor de Cecilià. Fins aquí sant Optat. Si Olimpi era bisbe a principis del segle IV no va poder ser el que es diu que va escriure contra els priscil·lianistes, ni assistir, com va creure Dupin, al concili de Toledo de l'any 400. Paulí en la carta a Pammaqui diu: Scriptis enim Sancti viri fratris nostri episcopi Olimpii […] communis […] nuper accepi tam inopalum mihi quam inopinatum tui maeroris (Obitum Paulini conjugis) indicium. El cronista Pujades tracta d'aquest bisbe, i el pare Caresmar i Francesc Dorca no van dubtar tampoc que fos fill de Catalunya.